# دوروتی سواین توماس
دوروتی سواین توماس (انگلیسی: Dorothy Swaine Thomas). (زادهٔ ۲۴ اکتبر ۱۸۹۹ – ۱ مهٔ ۱۹۷۷) جامعه‌شناس و اقتصاددان اهل ایالات متحده بود. او چهل و دومین رئیس انجمن جامعه‌شناسی آمریکا بود.

## پیشینه
توماس در ۲۴ اکتبر ۱۸۹۹ در بالتیمور مریلند از جان نایت و سارا سواین توماس متولد شد.در سال ۱۹۲۲ از کالج بارنارد لیسانس گرفت. در سال ۱۹۲۴ از دانشکده اقتصاد لندن مدرک دکترا گرفت. برای کار خود در آنجا مدال تحقیقاتی هاچینسون را دریافت کرد.

### شغل
دوروتی سواین توماس بین سال های ۱۹۲۴ تا ۱۹۴۸ در موسسات مختلف در ایالات متحده و اروپا، از جمله در دانشگاه کالیفرنیا، برکلی، کالج معلمان کلمبیا، بانک فدرال رزرو نیویورک و مؤسسه علوم اجتماعی در دانشگاه، پژوهشگر و مدرس شد. 

### قضیه توماس
در سال ۱۹۲۸ به همراه ویلیام ایزاک توماس کتاب «کودک در آمریکا» را در استکهلم نوشت. در آن اثر، آنها قضیه توماس، یک نظریه جامعه‌شناسی را تدوین کردند.

### ازدواج
دوروتی سواین در سال ۱۹۳۵ با ویلیام ایزاک توماس ازدواج کرد. آنها ۳۶ سال اختلاف سن داشتند.

## انجمن جامعه‌شناسی آمریکا
دوروتی سواین توماس از سال ۱۹۴۸، در دانشگاه پنسیلوانیا، مدرسه وارتون، نخست به عنوان اولین استاد مؤسسه تحقیقات جامعه‌شناسی، سپس به عنوان مدیر یا مدیر موسسات مختلف، به ویژه مرکز مطالعات جمعیت کار کرد. از شاگردان او در آنجا آن آر. میلر بود که سالها با مرکز مطالعات جمعیت در ارتباط بود.
زمینه اصلی تحقیق او رشد جمعیت، به ویژه جنبه آماری آن بود. او یک اثر ۳ جلدی با سیمون کوزنتس در زمینه توسعه جمعیت و اقتصاد ایالات متحده نوشت. در سال ۱۹۴۲ به عنوان عضو انجمن آمار آمریکا انتخاب شد.در سال ۱۹۴۸ به عنوان عضو انجمن فلسفی آمریکا و در سالهای ۵۹–۱۹۵۸ رئیس انجمن جمعیت آمریکا بود.
پس از بازنشستگی در سال ۱۹۷۰، از دانشگاه پنسیلوانیا دکترای افتخاری دریافت کرد.
دوروتی سواین توماس در ۱ مه ۱۹۷۷ در بتزدا، مریلند درگذشت.